# NGC 1164
NGC 1164 (другие обозначения — UGC 2490, IRAS02587+4223, MCG 7-7-16, ZWG 540.28, MK 1067, NPM1G +42.0105, PGC 11441) — спиральная галактика в созвездии Персей.
Этот объект входит в число перечисленных в оригинальной редакции «Нового общего каталога».
В галактике наблюдается повышенное ультрафиолетовое излучение, и потому её относят к галактикам Маркаряна. Причиной является всплеск звездообразования из-за взаимодействия галактик.
В галактике произошёл взрыв сверхновой SN 1993ab.